# Liljekonvaljeholmen
Liljekonvaljholmen är en folkpark i norra Sunnersta, Uppsala, alldeles invid Fyrisån. Liljekonvaljeholmen köptes in av IOGT 1942. Folkparken drivs numera av IOGT-NTO som arrangerar dans på tisdagar och fredagar under sommarhalvåret.

## Övrigt
- The Who spelade här den 3 juni 1966.